# Collegium 419
Collegium 419 byl smíšený komorní pěvecký sbor orientovaný na historicky poučenou interpretaci staré hudby.

## Charakteristika a repertoár sboru
Collegium 419 byl vokální soubor, který aktivně působil v letech 1999–2020. V současné době Collegium 419 nevystupuje. Soubor se specializoval na hudbu 16. až 18. století. Zaměřoval se na poučenou interpretaci vokálních a vokálně-instrumentálních děl vrcholné renesance, raného a vrcholného baroka v souladu s dobovou praxí.
Prakticky šlo o první sbor v Čechách zabývající se historicky poučenou interpretací staré hudby. Dnes daleko známější pěvecký sbor Collegium Vocale 1704, vznikl jako součást Collegia 1704 až roku 2005 a Collegium Floreum, jež je součástí souboru Musica Florea, až roku 2013. Při interpretaci vokálně-instrumentálních děl Collegium 419 spolupracovalo s významnými instrumentálními soubory zabývajícími se poučenou interpretací staré hudby, např. Hipocondria Ensemble, La Gambetta, Ritornello a další. Tomu odpovídaly i ucelené koncertní programy. Například program nazvaný Miserere z roku 2009 s podtitulem barokní zamyšlení nad posledními věcmi člověka obsahoval obsahoval Miserere c-moll J. D. Zelenky, kantátu Gottes Zeit (Actus tragicus) a dvojsborové moteto Komm Jesu, komm, obojí od J. S. Bacha. Takových ucelených koncertních programů bylo celkem šestnáct, s názvy Miserere, Officium defunctorum, Papae Marcelli, Stabat Mater, Salve Regina, Láska a smrt, Veni Sancte Spiritus, Quando corpus morietur, O Jesu mea vita, Richte uns, Gott!, Dolorosi martir, Nigra sum sed formosa, Ave maris stella, La guerra ed amore, Musikalische exequien, Membra Jesu nostri.
Důraz byl při sestavování těchto koncertních programů kladen i na liturgickou vhodnost reprodukované hudby, tj. koncert prováděný v postním období obsahoval pouze postní hudbu, v Adventu hudbu adventní, o Vánocích vánoční, o Velikonocích Velikonoční atp. Mimo to sbor rád pracoval s prostorem (např. rozestavení sboru na různých místech kostela, koncert v kryptě kostela, koncerty při svíčkách atp), opět často v souladu s barokní provozovací praxí. Členové souboru většinou nebyli profesionálními zpěváky, ale jednalo se přesto většinou o profesionální hudebníky (např. hudební pedagogy, instrumentalisty, studenty hudebních škol atp).

## Vznik a působení
Soubor založila v roce 1999 dirigentka Marika Pečená s cílem přinášet českým posluchačům do té doby v Čechách prakticky neznámou protestantskou hudbu německého baroka (Schein, Schütz, Buxtehude, moteta J. S. Bacha apod.) v profesionální kvalitě a historicky poučené interpretaci. V roce 2004 začal se souborem spolupracovat Čeněk Svoboda, působící současně mj. jako sólový zpěvák (tenor) v souboru Collegium 1704, který roku 2005 obdržel národní sbormistrovskou cenu Unie českých pěveckých sborů v kategorii "sbormistr - junior". Svoboda repertoár rozšířil o hudbu evropské vrcholné renesance (Victoria, Palestrina, Tallis, Orlando di Lasso, Jacobus Gallus a další) a barokní hudbu italské provenience (Monteverdi, Lotti, Caldara, Astorga atd). Později začal promyšleně doplňovat repertoár dokonce sborovými skladbami 19. a 20. století. Konkrétně například koncertní program Láska a Smrt byl sestaven pouze z děl skladatelů 20. století (Eben, Martinů, Raichl, Novák) ovšem obsahoval skladby vytvářené "madrigalovými postupy" a s "baladickými texty". Předstupněm tohoto programu byl koncert nazvaný Madrigal a čas, který obsahoval kombinaci originálních i novodobých madrigalů. V roce 2018 sbor vystoupil též v Lužanské mši Antonína Dvořáka, jemuž ostatně sbor věnoval několik ne zcela tradičních písní i v programu vernisáže dvořákovské výstavy, pořádané v témže roce Národním muzeem. 
Od roku 2017 do roku 2020 řídil soubor Lukáš Vendl, varhaník, cembalista, pedagog Pražské konzervatoře. V období covidu byla činnost sboru pozastavena.
Soubor se účastnil řady hudebních festivalů, především specializovaných festivalů duchovní a staré hudby, např. Letní slavnosti staré hudby 2002, Svatováclavské slavnosti 2005 (Společnost pro duchovní hudbu), Bohemia Cantat 2008, Harantovské slavnosti 2010 (Kulturní sdružení Harant Pecka), a Musica Figurata 2014 (Kanonie premonstrátů v Želivě). Roku 2018 vystoupil spolu s Barokním orchestrem Pražské konzervatoře na slavnostním závěrečném koncertu festivalu Hudební léto v Heřmanově Městci, nazvaném Hudba westminsterské katedrály. Roku 2019 sbor účinkoval v programu 33. ročníku Festivalu komorní hudby Český Krumlov s koncertem obsahujícím výběr madrigalů Bohuslava Martinů a polyfonních skladeb renesance i současnosti.

## Nahrávky
- Již Slunce z hvězdy vyšlo (Ritornello, Vox Bohemica, Vox Nymburgensis a Collegium 419). Arta Classics, 2003[24]

- František Max Kníže: Pastoral-Messe (Marta Fadljevičová – soprán, Hana Procházková – alt, Richard Sporka – tenor, Michael Pospíšil – bas, Vladimír Roubal – varhany, Dirigent: Karel Mitáš. Členové vokálního souboru Collegium 419 a hosté. Komorní orchestr Czech Virtuosi umělecký vedoucí Karel Procházka. ROSA, CD, 2006.[25]

- Tomás Luis de Victoria – Officium defunctorum 2009 (vlastním nákladem)[26]

- O Jesu 2 CD live (Collegium 419, Jan Krejča - theorba (CD 1), Filip Dvořák - pozitiv (CD 1), Hipocondria Ensemble, umělecký vedoucí Jan Hádek (CD 2), řídí Čeněk Svoboda) 2008 (vlastním nákladem)[27]

- Kryštof Harant z Polžic a Bezdružic: Pětihlasá mše Dolorosi martir (Collegium 419 a hudební soubor La Gambetta) - rekonstruovaná verze mše zazněla roku 2008 ve vysílání rádia Proglas.[28]

## Recenze koncertů a nahrávek
Dobové kritiky souboru zpravidla nešetřily superlativy a psaly o něm jako o "souboru s vytříbeným vkusem", "s profesionálními nároky" či "s velkou hlasovou kulturou". Lukáš Vytlačil roku 2010 v recenzi sborem předneseného koncertu napsal, že Collegium 419 je "skvěle sezpívané těleso, které již na první pohled nemá žádné vážnější pěvecké problémy". A dále uvedl, že "Nelehký program renesančních skladeb byl proveden velmi plasticky a dynamicky. Zvláště vyzdvihnout je třeba také velmi dobrou dikci latinského jazyka, což je pro podobu těchto skladeb velmi zásadní. Celkové citlivé provedení této hudby, jaké předvedlo právě Collegium 419, je v českém prostředí zastydlého sborového zpívání stále poměrně vzácné." Na závěr recenze označil koncert za "nevšední zážitek" a vyslovil přání "se s podobnou hudbou a v podobné kvalitě ... setkávat častěji."
Obdobně nadšeně vyznívá i recenze koncertu na němž v kostele sv. Martina ve zdi zazněla v podání Collegia 419 náročná trojsborová Missa L’Homme armé Giacoma Carissimiho, klíčové vokální dílo pozdní renesance. Recenzenta Štěpána Filipce "nadchlo především neskonalé zaujetí vlastního provedení v podání souboru Collegium 419. Nejen technická vyzrálost, ale především výrazové a vnitřní zaujetí přímo čišelo z každého detailu. Posluchač byl, pokud byl ochoten, vtažen do mohutného chvalozpěvu nejen na velikost Stvořitele při mešní kompozici, ale i na bolest a trýzeň z nenaplněné milostné touhy v madrigalech. Je obdivuhodné, jak se podařilo souboru, který zdaleka netvoří jen členové profesionálních vokálních souborů vystihnout velmi jemné a hluboké afekty a emoce, které v sobě tyto skladby zajisté obsahují."
Nahrávku novodobé premiéry Pastorální mše Františka Maxe Knížete v recenzi v Hospodářských novinách roku 2006 velmi ocenil a doporučil hudební kritik Petr Veber. Kromě výstižné charakteristiky samotné hudby pozapomenutého skladatele Veber vyzdvihl i "důslednou dramaturgii nahrávky": "Mše je sestavena s pomocí dalších drobných vokálních kompozic od Knížete a jeho kolegů do pořadí a podoby, jaká mohla být při bohoslužbě v jeho době skutečně použita. Patří sem i latinský vánoční hymnus a píseň Narodil se Kristus Pán. Nahrávka nemá hvězdy, o to případněji však působí nehledaně, prostě a mile." Nahrávku Již Slunce z hvězdy vyšlo zase roku 2003 recenzent Luboš Stehlík v časopise Harmonie ocenil šesti hvězdami ze šesti možných a označil ji za "Tip Harmonie".